# 大井川鉄道DD20形ディーゼル機関車
大井川鉄道DD20形ディーゼル機関車（おおいがわてつどうDD20がたディーゼルきかんしゃ）は、1982年（昭和57年）に大井川鉄道（現・大井川鐵道）が導入を開始したディーゼル機関車である。
日本国内向けの鉄道車両では初めてアメリカの大手エンジンメーカー・カミンズ社設計のエンジンを採用した車両で、日本国有鉄道（国鉄）との比較においては電車以外の分野で私鉄技術が先行した数少ない事例とされている。1986年（昭和61年）までに6両が製造され、同社井川線の全列車の動力車として使用されている。
本項では以下、DD20形については「ロートホルン形」と表記し、個別の車両については初出時以外は愛称で表記する。

## 登場の経緯
大井川鉄道では、元来中部電力専用鉄道であった路線を1959年（昭和34年）8月より井川線として営業を行っていた。この路線は利用者数の季節波動が大きく、閑散期には客車1両程度でも十分であったが、繁忙期は客車を10両編成にしても満員になる状態であった。
当時、井川線では小型8 t級のDB1形ディーゼル機関車と、大型35 t級のDD100形ディーゼル機関車が運用されていたが、DB1形では客車2両の牽引が限界であり、逆にDD100形では年間輸送量に対して過大であった。両形式とも製造から20年以上が経過しており、旧式エンジンの保守は困難で、出力にも余裕がなく連続上り勾配でオーバーヒートを起こすこともあった。
しかし、当時長島ダムの建設に伴い、井川線の施設を保有していた中部電力からダムの建設を機に井川線を廃止する意向が示されており、これに対して当時親会社の名古屋鉄道から大井川鉄道に出向していた白井昭や地域住民が井川線の存続に向けて運動を展開しているという状況で、井川線の存廃の方向性が決まっていなかったため、新しい機関車は製造されていなかった。その後1978年（昭和53年）に、中部電力がダム建設によって水没する井川線の路線付け替えを決定したことを受けて、新型機関車の製造が検討されることになった。
この当時、日本の私鉄における内燃動車（ディーゼル機関車・気動車）において、国鉄の使用していないエンジンの導入を検討した事業者は存在しなかったと考えられている。しかし、白井は「300馬力以上のエンジンなら欧米製のほうが保守の上で有利である」と判断し、世界的に遅れていた日本製の鉄道車両向けエンジンを使わず、世界的に内燃動車で広く使用されており、船舶用機関としても多数採用例のあるアメリカの大手エンジンメーカー、カミンズ製のエンジンを採用することによって、保守と出力余裕を持たせることにした。エンジンの各部寸法がヤード・ポンド法であるという懸念はあったが、静岡県内の漁船の多数がカミンズ製エンジンを使用しており、共同補修で解決できると判断し、導入に踏み切った。
また、新型機関車では欧米の鉄道と同様に固有名を付与することとし、モデル名を「ロートホルン形」とした上で、車両ごとに異なる愛称を設定することにした。
こうして、設計検討に3年を費やし、新たな井川線の主力機関車として登場したのがロートホルン形である。

## 車両概説
本節では登場当時の仕様を記述し、変更点については沿革で後述する。
それまでの井川線の機関車は重連総括制御ができなかったため、重連で運転する際には運転士が2人乗務する必要があったが、ロートホルン形では重連総括制御を可能とした。単機で客車5両まで、重連で客車10両まで牽引可能である。また、井川線だけでなく大井川本線でも速度的に運行が可能な設計としたほか、将来は制御車を連結してプッシュプル方式を可能にすることも考慮した。これは後述する、アプト式区間を含む路線付け替え後に活用されている。
井川線の終点である井川駅は海抜が700 m近い高所にあるため、寒冷地対策を十分に行った。ただし、ほとんど降雪がないことから耐雪対策は行われていない。

### 車体
DD100形は凸形車体を有しているが、井川線では急曲線が多いため、前方視野が不良であった。このため、ロートホルン形では両運転台の箱型車体として見通しを良くした。車体材質は普通鋼製で、全長は8.7 mである。運転台に出入りする乗務員扉は片側だけに設けられ、運転席横の側窓はユニットサッシの側引き戸を設けた。正面のガラスは1枚ガラスとしており、ワイパーは2連連動式とした。前照灯は上部に固定式のヘッドライト2灯を設けたほか、下部には曲線で自動的に進行方向を向くヘッドライト1灯を設けた。
正面下部には空気管・ジャンパ連結器・タイフォンを装備した。

### 主要機器
ロートホルン形の最大の特徴は、前述のカミンズ製エンジンを日本の鉄道車両で初めて採用したことである。ただし、カミンズNT-855シリーズのエンジンは、1990年（平成2年）にJR各社で採用が開始された時点を基準にしても、それより四半世紀近く前に設計されたもので決して斬新ではなく、どちらかといえば保守的な設計といわれている。ロートホルン形に採用されたエンジンはNT-855L形で、カミンズと技術提携およびライセンス契約を交わしていた小松製作所で製造されたエンジンである。ターボチャージャーを装備することによって省燃費化を図っており、定格出力は355 ps・回転速度は2,100 rpmである。
変速機は大井川鉄道では初採用となるトルクコンバーター方式（液体式）で、新潟コンバータ（現・日立ニコトランスミッション）製トルクコンバータ付2速変速機であるTDCN-22-2001A形を採用した。駆動方式は全歯車駆動式で、減速比は1速が12.575、2速が6.147である。
制動装置（ブレーキ）はDL14B形空気ブレーキを採用した。それまで井川線で使用されていたAR系空気ブレーキでは、長編成の際の緩解不良によるフラットが発生することがあったが、このブレーキでは単独緩め扱いなどを可能にすることで解決策としている。
最高速度は40 km/hである。

### その他機器
乗務員室（運転室）の機器配置は、左側に主幹制御器（マスコン）が、右側にブレーキハンドルが配置される。マスコンにはEB装置が装備されているほか、スイッチ類はスイッチ自体が発光する自照式スイッチを大幅に取り入れている。また、井川方の運転台（2エンド側）には、自動案内放送装置が設けられた。
台車は日本車輌製造のNL-45形で、撒水装置を装備している。

## 沿革
運行に先立ち、1981年（昭和56年）末から1982年（昭和57年）初頭にかけて、機関車の外部塗装デザインについて鉄道雑誌などで公募が行われた。この公募には1,500件あまりの応募があり、その中からベースカラーをチャペルローズ（赤系統）とし、モスグリーンの帯を巻くというデザインが採用された。
1982年（昭和57年）1月にDD201 "ROT HORN" とDD202 "IKAWA" が竣工し、運用を開始した。両機の導入に伴い、DD100形のうちDD102と、DB1形のうちDB1・2が廃車となった。
ロートホルン形が国鉄で採用実績のないエンジンを搭載したことは、当時の日本国内ではほぼ唯一の事例であり、また日本においては気動車よりもはるかに先行したものであるとされ、この時期の私鉄車両全体においても国鉄との比較において注目すべき事例とされている。また、開発に携わった白井は、カミンズ製エンジンの導入を「すべてに優れ成功」としている。
1983年（昭和58年）6月にはDD203 "BRIENZ" とDD204 "SUMATA" が導入され、その後にはDD100形のうちDD108と、DB1形のうちDB3・5・7が廃車となった。1986年（昭和61年）7月にはDD205 "AKAISHI" とDD206 "HIJIRI" が増備され、これによって井川線の本線用機関車はロートホルン形に統一された。
| 当時の井川線の標準色に変更された "ROT HORN" |  | 登場当時の塗装デザインに変更された "BRIENZ" |
| 当時の井川線の標準色に変更された "ROT HORN" |  | 登場当時の塗装デザインに変更された "BRIENZ" |

なお、塗装デザインについては、 "BRIENZ" と "SUMATA" 以降の増備車からは当時の井川線の標準色である赤地にクリーム帯に変更され、その後 "ROT HORN" と "IKAWA" についても変更された。その後、塗装デザインは赤地に白い帯が入ったものとなっている。
1990年（平成2年）秋に、井川線の一部区間が長島ダムによって水没するためによる付替が行われ、新経路のうちの急勾配部分にはアプト式が導入された。アプト式区間では、補助機関車（補機）として、ED90形がいずれの方面行きについても勾配の下側に付き、井川方面行きでは補機が後押し、千頭方面行きでは補機が牽引となる、補機付きの編成となる。これに伴い、井川線全線においてそれまでは進行方向先頭に機関車を連結していたのを変更し、機関車は常に千頭方として、反対側に制御客車を連結してプッシュプル運転を行うこととした。井川線の客車や貨車に引き通し線を増設する改造が行われ、井川方の先頭車とするクハ600形も登場した。ロートホルン形は前述のようにこのような運用を考慮した設計としてあった。井川方面行きの列車では制御客車から本機が総括制御される。増結や運用上の都合で本機が編成中間に入る場合も、先頭車両から中間の本機が総括制御される。
2007年（平成19年）までに、搭載しているエンジンをオリジナルのカミンズ製エンジンに換装している。
また、2009年（平成21年）8月1日の開業50周年イベントにあわせ、DD203 "BRIENZ" がロートホルン形登場当時に公募で決定した塗装デザインに変更された。
2014年（平成26年）9月に発生した土砂崩れのため、2年半運休になっていた接岨峡温泉 - 井川間が2017年（平成29年）3月に復旧開通したのを記念して、DD206"HIJIRI"が2代目のカラーに変更された。
2018年（平成30年）1月現在、DD206のみ前照灯がLED化されている。
これによりDD20形は初代 (203) 、2代目 (206) 、3代目（201・202・204・205）のカラーが揃ったことになる。

## 車両一覧
DD201 "ROT HORN"
ブリエンツ・ロートホルン鉄道に由来。
DD202 "IKAWA"
路線名にして終点の井川に由来。
DD203 "BRIENZ"
島田市の姉妹都市でもあるブリエンツ村に由来。
DD204 "SUMATA"
沿線の名勝、寸又峡に由来。
DD205 "AKAISHI"
流域の山、赤石岳（日本百名山のひとつ）に由来。
DD206 "HIJIRI"
流域の山、聖岳（日本百名山のひとつ）に由来。